# 헤수스 라라사
헤수스 라라사 레노발레스(스페인어: Jesús Larraza Renovales; 1903년 7월 20일, 바스크 주 바사우리 ~ 1926년 5월 27일, 바스크 주 아리고리아가)는 스페인의 전 축구 선수로, 현역 시절 공격수로 활약했다.

## 클럽 경력
아틀레틱 빌바오 선수로 4년 활동했는데, 그는 오토바이 사고로 불과 22세에 비극적으로 요절했다.
헤수스는 비스카야 은행원으로도 근무했는데, 할리-데이비슨을 같이 몰던 친구도 이 사고로 사망했다. 사고는 5월 27일에 일어났다. 그의 마지막 현역 선수로 치른 경기는 레알 소시에다드와의 5월 13일 경기로, 이 경기에서 아틀레틱이 2-1로 이겼었다.

## 국가대표팀 경력
그는 스페인 선수단 일원으로 1924년 하계 올림픽에 참가했지만, 스페인은 이탈리아와의 첫 경기에서 0-1로 패하면서 조기에 탈락했다.

## 수상
아틀레틱 빌바오
- 코파 델 레이: 1923
- 비스카이아 선수권 대회: 1923, 1924